# Francisco Leonarte Ribera
Francisco Leonarte Ribera (València, 2 de febrer de 1894 - Sarrià, Barcelona, 14 d'octubre de 1955) fou un advocat i notari valencià, alcalde del Masnou de 1953 a 1955.
Es casà amb Encarnació Cot Baylach i no tingué fills. L'any s'establí al Masnou, on exercí de notari. L'abril de 1953 fou nomenat alcalde del Masnou pel governador civil Felipe Acedo Colunga en substitució de l'alcalde Jaume Buch Vallverdú. Durant el mandat es va inaugurar la "Cruz de los Caídos", una creu monumental en relleu a la banda esquerra de la façana de l'església parroquial. Fou inaugurada i beneïda pel bisbe Gregorio Modrego, el 27 de gener de 1955, en el marc del 16è aniversari de l'anomenat alliberament del poble, acte al qual assistiren totes les altes autoritats militars i civils. També es restaurà la capella del cementiri i, el 3 d'octubre de 1954, el bisbe beneïa la imatge del Pilar, el Sagrat Cor i la campana de l'església del Pilar de la urbanització Montseny.
El seu mandat va acabar de forma sobtada amb la seva mort ocorreguda a Sarrià el 14 d'octubre de 1955. Just després de la seva mort l'Ajuntament va decidir posar el seu nom a un carrer nou (calle de Francisco Leonarte Ribera). Aquest nom va ser canviat l'any 1980 per "carrer de Gaietà Buïgas".